# Лас-Таблас (Панама)
Лас-Таблас (ісп. Las Tablas) — місто, розташоване на півострові Асуеро на території провінції Лос-Сантос (Панама); адміністративний центр провінції Лос-Сантос і однойменного округу.

## Географія
Площа — 7,5 км. Населення – 8 945 осіб (2010 рік).
Через місто не проходить Панамериканське шосе.